# ستيفن ألكسندر
ستيفن ألكساندر (بالإنجليزية: Stephen Alexander) (من مواليد 1 سبتمبر 1806 - والمُتوفى في 25 يونيو 1883) هو عالم فلك ومُدرّس. وُلد في سكنيكتادي بولاية نيويورك. وهو صهر جوزيف هنري، السكرتير الأول لمؤسسة سميثسونيان حيث عمل معه عن كثب.
تخرّج ستيفن من كلية الاتحاد في عام 1824. أصبح مدرسًا في الرياضيات في جامعة برينستون في عام 1832، ثم أصبح فيما بعد أستاذًا لعلم الفلك والرياضيات والدعوة لبناء أول مرصد ببرينستون. اعتمد ألكسندر على مساعدة رجل أمريكي من أصل أفريقي حر اسمه ألفريد سكودر، الذي عمل معه في برينستون خلال الخمسينيات من القرن التاسع عشر. وبسبب دوره كمساعد لستيفن في الحرم الجامعي، حصل سكودر على لقب «أستاذ مساعد في الفلسفة الطبيعية» من الطلاب.
اختير ألكسندر كزميل مشارك في الأكاديمية الأمريكية للفنون والعلوم في عام 1850. وفي عام 1860، كان رئيسًا للبعثة لمراقبة كسوف الشمس في لابرادور. كان ستيفن أحد الأعضاء الأصليين للأكاديمية الوطنية للعلوم في عام 1862، وعضوًا في الجمعية الفلسفية الأمريكية، والجمعية الأمريكية لتقدم العلوم. كما شغل منصب رئيس هذه المنظمة الأخيرة في 1859. شمبت كتاباته الرئيسية الظواهر الفيزيائية المصاحبة للكسوف الشمسي، التي قُرأت أمام الجمعية الفلسفية الأمريكية في عام 1848 - وورقة عن المبادئ الأساسية للرياضيات، والتي قُرأت أمام الجمعية الأمريكية لتقدم العلوم في عام 1848، وأصل الأشكال والظروف الحالية لبعض من مجموعات النجوم، والتي قُرأت أمام الرابطة الأمريكية للعلوم في عام 1850، والنموذج والقطب الاستوائي للكواكب والكويكبات والتناغم في ترتيب النظام الشمسي الذي يبدو أنه تأكيد للفرضية السديمية لابلاس، واللذان قُدما إلى الأكاديمية الوطنية للعلوم، وبيان ومعرض لبعض تناسق النظام الشمسي الذي نشرته مؤسسة سميثسونيان في عام 1875.

## روابط خارجية
- National Academy of Sciences Biographical Memoir